# Outback-Nunatakker
Die Outback-Nunatakker sind eine Reihe unvereister Nunatakker und Berge im ostantarktischen Viktorialand. Sie verteilen sich südlich der Emlen Peaks sowie westlich der Monument-Nunatakker und des oberen Rennick-Gletschers über eine Fläche von 60 km Länge und 30 km Breite und grenzen an das Polarplateau.
Entdeckt wurden sie von einer US-amerikanischen Mannschaft zur Erkundung des Viktorialands zwischen 1959 und 1960. Der United States Geological Survey kartierte sie anhand eigener Vermessungen und Luftaufnahmen der United States Navy aus den Jahren von 1959 bis 1964. Das Advisory Committee on Antarctic Names benannte sie 1970 nach ihrer abgelegenen geografischen Lage jenseits der großen Gebirgszüge des Transantarktischen Gebirges, die sich vom Rossmeer in das Landesinnere erstrecken.